# Dekle z bisernim uhanom
Dekle z bisernim uhanom ((nizozemsko Meisje met de parel)) je slika olje na platnu, ki jo je naslikal nizozemski slikar zlate dobe Jan Vermeer van Delft. Ustvarjena je bila okoli leta 1665. Svoje ime je pridobila šele konec 20. stoletja po velikem bisernem uhanu, ki ga nosi dekle na sliki. Delo je vrsto let v lasti muzeja Mauritshuis v Haagu in sicer od leta 1902, ter subjekt mnogih literarnih analiz. Leta 2006 jo je nizozemska javnost izbrala za najlepšo sliko Nizozemske.

## Opis
Slika je tipa tronie, ki je pravzaprav nizozemska beseda za 'glavo' in ni bila mišljena kot portret. Tronie v svojem bistvu predstavlja tip osebnosti, poklica, stanu ali starosti. V tem primeru upodablja evropejsko dekle, oblečeno v eksotično oblačilo, orientalski turban in z nenavadno velikim bisernim uhanom. Predmet slike ni znan, možno pa je, da je bila resnična manekenka ali da je Vermeer ustvaril bolj posplošeno in skrivnostno žensko, ki morda predstavlja Sibilo ali svetopisemsko osebnost. Obstajajo špekulacije, da je umetnikova najstarejša hči Maria, čeprav so nekateri umetnostni zgodovinarji to zavrnili kot anahronizem.
Delo je olje na platnu in je visoko 44,5 cm in široko 39 cm. Podpisano je z "IVMeer", ni pa datirano. Predvidevajo, da je bilo delo naslikano okrog leta 1665.
Po najsodobnejšem restavratorskem podvigu v letu 1994 je subtilna barvna shema in intimnost dekličinega pogleda na opazovalca le še bolj poudarjena. Po obnovi dela so ugotovili, da je poprejšnje temnejše ozadje, ki je danes nekoliko lisasto, bilo v izvirniku temno emajl-zelene barve. Ta učinek je bil pridobljen z nanosom tankega transparentnega sloja barve – glazure – čez črno ozadje, ki ga vidimo sedaj. Na žalost sta dva organska pigmenta zelene glazure, indigo in barva vara, zbledele.
Leta 2014 je nizozemski astrofizik Vincent Icke izrazil dvome o materialu uhanov in trdil, da je bolj podoben poliranemu kositru kot biseru na podlagi zrcalnega odseva, hruškaste oblike in velike velikosti uhana.

## Lastništvo in prikaz
Po nasvetu Victorja de Stuersa, ki je več let poskušal preprečiti, da bi se Vermeerjeva redka dela prodajala strankam v tujini, je Arnoldus Andries des Tombe delo kupil na dražbi v Haagu leta 1881 za samo dva guldna plus trideset centov kupčeve premije (približno 24 € po trenutni kupni moči). Takrat je bila v slabem stanju, deli barvne plasti so se odlepili. Des Tombe ni imel dedičev in je leta 1902 z zapuščino podaril to in druge slike družini Mauritshuis.
Slika je bila od takrat veliko razstavljena po vsem svetu, dokler leta 2014 Mauritshuis ni sprejel odločitve, da v prihodnje ne sme zapustiti muzeja. Do takrat jo je raziskava CNN zaradi njene promocije označila za eno najbolj prepoznavnih slik na svetu.

## Tehnika slikanja
Sliko so raziskali znanstveniki nizozemskega inštituta za kulturno dediščino in FOM inštituta za atomsko in molekularno fiziko (AMOLF) Amsterdam.
Podlaga je gosta in rumenkaste barve in je sestavljena iz krede, svinčene beline, oker in zelo malo črne barve. Temno ozadje slike vsebuje kostno črnino, zvar (luteolin, Reseda luteola), kredo, majhne količine rdečega okra in indiga. Obraz in draperije so bili poslikani predvsem z oker barvo, naravnim ultramarinom, kostno črno, ogljeno črno in svinčeno belo.
Med februarjem in marcem 2018 je mednarodna ekipa umetnostnih strokovnjakov dva tedna preučevala sliko v posebej zgrajeni steklarski delavnici v muzeju, odprti za opazovanje javnosti. Neinvazivni raziskovalni projekt je vključeval odstranitev dela iz okvira za študij z mikroskopi, rentgensko opremo in posebnim skenerjem, da bi izvedeli več o metodah in materialih, ki jih je uporabljal Vermeer. Projekt z imenom The Girl in the Spotlight je vodila Abbie Vandivere, konservatorka pri Mauritshuisu, rezultate pa je objavil Mauritshuis. Vandiverejev blog razkriva številne podrobnosti projekta.
Rezultati so vključevali prisotnost nežnih trepalnic, zeleno zaveso za glavo, narejene spremembe ter podrobnosti o uporabljenih pigmentih in od kod prihajajo. Pomanjkanje obrvi in brezbarvno ozadje sta povzročila ugibanja, da je Vermeer slikal idealiziran ali abstrakten obraz; kasnejša odkritja so pokazala, da je slikal resnično osebo v realnem prostoru. Biser je bil opisan kot iluzija, ker nima »obrisa in tudi kaveljčka, da bi ga obesili na dekličino uho«.

## Naslov slike
Slika je bila skozi stoletja v različnih državah pod številnimi naslovi. Prvotno je morda šlo za enega od dveh tronijev, »naslikanih na turški način« (Twee tronijnen geschildert op sijn Turx), zabeleženih v inventarju v času Vermeerjeve smrti. Morda je bilo to delo pozneje prikazano v katalogu ob prodaji slik leta 1696 v Amsterdamu, kjer je opisano kot Portret v starinskem kostumu, neobičajno umetniški (Een Tronie in Antique Klederen, ongemeen konstig).
Po zapuščini Mauritshuijem je slika postala znana kot Dekle s turbanom (Meisje met tulband) in v njenem prvotnem opisu v inventarju iz leta 1675 je bilo ugotovljeno, da je turban med evropskimi vojnami proti Turkom postal modni dodatek, ki je bil fascinanten. Do leta 1995 je naslov Dekle z biserom (Meisje met de parel) veljal za primernejšega. Biseri so pravzaprav na 21 Vermeerjevih slikah, vključno z zelo vidno v Ženski z biserno ogrlico. Samo uhani so predstavljeni tudi v Dami, ki piše pismo, Študiji mlade ženske, Dekletu z rdečim klobukom in Dekletu s piščaljo. Podobno oblikovani ušesni vložki so bili uporabljeni kot prepričljivi dodatki v ponaredkih 20. stoletja, ki so bili na kratko pripisani Vermeerju, kot so Mlada ženska z modrim klobukom, Nasmejano dekle in Klekljarica.

## Kulturni vpliv
Nekaj prvih literarnih obdelav slike je bilo v pesmih. Za Yanna Lovelocka v njegovi sestini, Vermeerjeva glava dekleta, je to priložnost za raziskovanje medsebojnega delovanja med namišljeno lepoto, interpretirano na platnu, in živo izkušnjo. W. S. Di Piero si je na novo zamislil, kako bi Dekle z bisernim uhanom Johannesa Vermeerja lahko izgledalo v sodobnem okolju ulice Haight Street v San Franciscu, medtem ko je Marilyn Chandler McEntyre komentirala zasebno, samoobvladujočo osebnost dekleta.
Obstajajo tudi izmišljeni nastopi. Kot La ragazza col turbante ('Dekle s turbanom', 1986) je splošni naslov zbirke petih kratkih novel Marte Morazzoni, ki se dogajajo v baroku. Med naslovno zgodbo nizozemski trgovec z umetninami proda Vermeerjevo sliko ekscentričnemu Dancu leta 1658. Moška, ki sta brezbrižna do žensk v resničnem življenju, se lahko odzoveta le na idealizacijo ženskosti v umetnosti. Tracy Chevalier je v zgodovinskem romanu Dekle z bisernim uhanom iz leta 1999 fikcionaliziral okoliščine nastanka slike. Tam se Vermeer zbliža s služabnikom, ki ga uporablja kot pomočnika in mu sedi kot model, medtem ko nosi uhane svoje žene. Roman je bil leta 2003 prirejen v istoimenski film in leta 2008 kot igra.
Vermeerjeva slika je bila leta 1985 prisvojena v delu z naslovom Encuentro en la playa (po Vermeerju) perujskega slikarja Hermana Braun-Vege. V tej alegoriji kulturnega sinkretizma nizozemsko dekle spremljata dve mladi dekleti mešane rase na plaži in pooseblja potomce Evropejcev, ki živijo v Latinski Ameriki. Leta 2009 je Američan iz Etiopije Awol Erizku poustvaril Vermeerjevo sliko kot grafiko, osredotočeno na mlado temnopolto žensko in zamenjavo bisernih uhanov z uhani iz bambusa kot komentar na pomanjkanje temnopoltih figur v muzejih in galerijah. Njegovo delo nosi naslov Girl with a Bamboo Earring. In leta 2014 je angleški ulični umetnik Banksy reproduciral sliko kot fresko v Bristolu, namesto bisernega uhana vključil škatlico za alarm in umetnino poimenoval Dekle s prebodenim bobničem.
Podnebni aktivist, ki je zastopal kampanjo Just Stop Oil, je oktobra 2022 poskušal prilepiti svojo glavo na steklo, ki ščiti Vermeerjevo sliko, drugi protestnik pa ga je pokril s paradižnikovo juho. Poteza ni poškodovala slike, tri osebe pa so bile aretirane zaradi javnega nasilja nad blagom.

## Več o tem
- Liedtke, Walter A (2001). Vermeer and the Delft School. Metropolitan Museum of Art. ISBN 9780870999734. OCLC 893698712.

## Zunanji viri
- In-depth view of the Girl with a Pearl Earring
- Analysis of the Girl with a Pearl Earring
- An investigation into the illumination of Vermeer’s Girl with a Pearl Earring
- Vermeer, Girl with a Pearl Earring, ColourLex
- February 2018 NYT Article
- Essential Vermeer, mouse over its image to discover details
- Girl with a Pearl Earring at the website of the Mauritshuis